# لینکن (مین)
لینکن(به انگلیسی: Lincoln) شهری در ایالت مین کشور ایالات متحده آمریکا است که جمعیت آن در سرشماری سال ۲۰۱۰ میلادی، ۲٬۸۸۴ نفر بوده‌است.